# دریاچه لکسوزرو
دریاچه لکسوزرو (انگلیسی: Lake Leksozero) یک دریاچه در جمهوری کارلیای کشور روسیه است.